# Moisés Cobo
Moisés Cobo (3 december 1983) is een golfprofessional uit Sevilla, Spanje.
Moisés is de zoon van Pepe Cobo en Inmaculada Aroayas, waardoor zijn officiële naam Moisés Cobo Aroayas is. Hij gebruikt als golfer alleen Moisés Cobo.

## Amateur
Cobo haalde in 1999 de halve finale bij de British Boys Amateur en werd hij 2de bij het Spaans Amateur. Tien jaar later, in mei 2009, won Cobo het Spaans Amateur Kampioenschap (strokeplay) na een play-off tegen Ignacio Elvira, Marcos Pastor en Juan Francisco Sarasti.
Cobo ging naar de Pendleton High School in Brendaton, Florida en studeerde marketing aan de Coastal Carolina University van 2003-2006. Hij speelde in het universiteitsteam.

### Gewonnen
- 2001: Las Cruces AJGA and Andalucia Amateur Championship
- 2002: Grand Prix of Chiberta, Valencia Cup Qualfication voor de Amateur World Cup in Malaysia
- 2008: Copa Nacional Puerta de Hierro
- 2009: Spaans Amateur Kampioenschap

### Teams
- Europees Landen Team Kampioenschap: 2009
- European Nations Cup: 2009

## Professional
Op de Europese PGA Tour en Europese Challenge Tour speelde Cobo sinds 2008 enkele toernooien mee op uitnodiging van sponsors. Hij speelde in 2010 op de Alps Tour en in het najaar op de Iberian Golf Tour, die uit negen toernooien bestaat. Hij won het Pestana Alto kampioenschap op de Pestana Alto Golf Club. Deze club was net door Pestana overgenomen. De baan, indertijd ontworpen door Henry Cotton, moest erg opgeknapt worden, en dit was de eerste keer dat er een professioneel toernooi werd gehouden. 
Via de Tourschool probeerde hij in 2010 een spelerskaart te bemachtigen. In de eerste ronde (PQ1) speelde hij op de Circolo Bogogno, maar hij kwalificeerde zich niet voor de tweede ronde.

### Gewonnen

#### Iberian Golf Tour
- 2010: Pestana Alto IGT Championship.